# Titularbistum Medea
Medea ist ein Titularbistum der römisch-katholischen Kirche. Es geht zurück auf ein früheres Bistum in der Stadt Salmydessos (später Medeia, heute Kıyıköy im europäischen Teil der Türkei), das der Kirchenprovinz Herakleia Sintike angehörte.
| Titularbischöfe von Medea |                                          |                                                            |                  |                   |
| Nr.                       | Name                                     | Amt                                                        | von              | bis               |
| 1                         | Sebastianus Maria Landolina Nava         |                                                            | 1. Juni 1772     |                   |
| 2                         | Joseph Salecz                            | Weihbischof in Zagreb (Kaisertum Österreich)               | 27. Juni 1821    |                   |
| 3                         | Jean-Honoré Bara                         | Koadjutorbischof von Châlons (Kaiserreich Frankreich)      | 16. Juni 1856    | 1. Januar 1860    |
| 4                         | Christophe-Etienne Bonjean OMI           | Apostolischer Vikar von Jaffna (Britisch-Indien)           | 24. Juli 1868    | 25. November 1886 |
| 5                         | Lucien-Émile Mossard MEP                 | Apostolischer Vikar von Westcochin (Französisch-Indochina) | 11. Februar 1899 | 12. Februar 1920  |
| 6                         | Félix-Henri-François-Donatien Perroy MEP | Apostolischer Vikar von Südwestburma (Republik China)      | 11. Mai 1920     | 10. April 1931    |
| 7                         | Franciszek Barda                         | Weihbischof in Przemyśl (Republik Polen)                   | 10. Juli 1931    | 25. November 1933 |
| 8                         | Stephen Joseph Donahue                   | Weihbischof in New York (USA)                              | 5. März 1934     | 17. August 1982   |